# Miyazawa Hiroshi
Hiroshi Miyazawa (sinh ngày 22 tháng 11 năm 1970) là một cầu thủ bóng đá người Nhật Bản.

## Sự nghiệp câu lạc bộ
Hiroshi Miyazawa đã từng chơi cho JEF United Ichihara, Bellmare Hiratsuka và Sanfrecce Hiroshima.